# Charco (M. C. Escher)
Charco es un grabado en madera del artista holandés M. C. Escher, impreso por primera vez en febrero de 1952.
Desde 1936, el trabajo de Escher se había centrado principalmente en paradojas, teselaciones y otros conceptos visuales abstractos. Esta impresión, sin embargo, es una representación realista de una imagen simple que representa dos perspectivas a la vez. Representa la superficie de un camino de tierra con un gran charco irregular de agua en el medio al anochecer. Volviendo la impresión al revés y centrándose estrictamente en el reflejo en el agua, se convierte en una representación de un bosque con la luna llena sobre las copas. El camino está blando y lodoso y en él hay impresos dos juegos claramente diferentes de huellas de neumáticos, dos juegos de huellas de zapatos que van en direcciones opuestas y dos roderas de bicicletas. Escher ha captado así tres elementos: el agua, el cielo y la tierra.
La banda de rock progresivo argentina Invisible la usó en la portada de su primer disco homónimo en 1974.